# Manuel Lagares
Manuel Lagares Pérez es un político español (Betanzos, La Coruña, 29 de agosto de 1947), miembro del Partido Socialista Obrero Español. 

## Biografía
Es profesor de enseñanza secundaria, especializado en matemáticas y en ciencias naturales a través del Instituto de Ciencias de la Educación y de la Universidad Nacional de Educación a Distancia (UNED).
En 1983 se presenta en la lista del PSdeG-PSOE para el Ayuntamiento de Betanzos, que encabezaba Antolín Sánchez Presedo. La victoria electoral, por mayoría absoluta, derivó en su nombramiento como primer teniente alcalde de la corporación municipal, para posteriormente obtener el cargo de alcalde tras la dimisión de Sánchez Presedo en 1985.
Ya como cabeza de lista, conserva la mayoría absoluta en los procesos electorales celebrados en los años 1987, 1991, 1995 y 1999. En 2003, no obstante, no logra los votos suficientes para renovar dicha mayoría, viéndose obligado a formar gobierno en coalición con el Bloque Nacionalista Galego. El proceso electoral de 2007 confirma el progresivo descenso de votos experimentado por su partido en la ciudad, lo que unido a la aparición de la formación independiente Cidadans por Betanzos (CxB), liderada por un exconcejal del PP, que se convirtió en "llave" para gobernar y exigía su salida del gobierno municipal como condición previa para cualquier pacto, propiciaron su pase y el del PSdeG-PSOE a la oposición, entrando a gobernar el Partido Popular, con María Faraldo obstentando el bastón de mando.Con 24 años como regidor de la urbe brigantina a sus espaldas, dimite finalmente como concejal en noviembre de 2007.
| Predecesor: Antolín Sánchez Presedo | Alcalde de Betanzos 1985-2007 | Sucesor: María Dolores Faraldo |